# 언젠가는 대마왕
《언젠가는 대마왕》(일본어: いちばんうしろの大魔王 이치방우시로노다이마오[*])은 일본 하비 재팬 계열의 HJ문고에서 2008년 2월 1일부터 간행되는 라이트 노벨이다. 미즈키 쇼타로가 작가, 이토 소이치가 삽화를 맡고 있다. 대한민국에서는 서울문화사 계열의 제이노블을 통해 2009년 2월 10일부터 발행되고 있다. 애니메이션이 제작되어 2010년 4월부터 6월 중순까지 방영되었다.

## 줄거리
서력 30세기, 선량한 소년 사이 아쿠토는 사회에 헌신할 수 있는 마술사를 목표로 마술학교에 입학한다. 하지만 적성검사에서 장래 직업은 마왕이라는 소리를 듣고 교내에서 주목을 받는데.. 평화롭게 지내고 싶은 아쿠토의 마왕이 될 운명을 만회하기 위한 시련의 나날이 시작된다.

## 등장인물
사이 아쿠토
성우 - 콘도 타카시
장래의 직업은 마왕이며 인조인간인 코로네한테 감시를 받고 있다.
소가 케나
성우 - 토요사키 아키
공부는 잘하는 편이지만 마법실력은 교내에서도 최하급이며 은신술을 쓸 수 있지만 미완성이기 때문에 알몸이 되어야 하며, 푼수끼가 다분하고 세상물정을 모른다. 그리고 주인공인 사이 아쿠토와 연관이 있다. 아쿠토를 좋아한다.
핫토리 쥰코
성우 - 히카사 요코
사이 아쿠토와 소가 케나네 반의 위원장으로(반장)우등생이다. 마법 랭킹 2위였지만, 사이 아쿠토한테 패배한 이후로 3위로 강등되었다. 속으로는 아쿠토를 좋아하고 있다.
에토우 후지코
성우 - 이토 시즈카
교내 최고의 미소녀면서 성적도 톱클래스인 우등생이나 실은 아쿠토를 손에 넣으려고 계략을 꾸미는 흑마술사이다. 하지만 아쿠토가 자신을 흑룡 피터 하우젠으로부터 구해준 이후로는 아쿠토를 좋아하게 된다.
코로네
성우 - 유우키 아오이
사이 아쿠토의 감시역으로 파견된 "리라단"이라는 인조인간. 가끔 짖궂은 언동으로 아쿠토를 놀리기도 한다.
미와 히로시
성우 - 요나가 츠바사
아쿠토를 따르는 동급생. 아쿠토의 오해는 거의 히로시에 의해서 부풀려진게 대부분이다.
시라이시 리리
성우 - 히로하시 료
학생회장으로 자길 꼬맹이라고 부르던가 작다라고 하는걸 제일 싫어하며 꼬맹이라는 말만 들으면 이성을 잃고 폭주한다.
토리이 미츠코
성우 - 타카하시 치아키
아쿠토,케냐,쥰코의 담임교사.
테루야 에이코
성우 - 토마츠 하루카
제국 공안위원회에서 아쿠토를 감시하기 위해 보내진 학생. 쥰코와는 원수지간이면서 라이벌 관계 .
흑룡 피터하우젠
성우 - 나카타 죠지
선대 마왕의 블랙드래곤으로 아쿠토에게 패한 이후로는 아쿠토를 주인으로 모시게 된다.

## 만화
2011년 2월 11일 10권이 출간되었다.

## TV 애니메이션
2010년 4월부터 6월까지 방영되었다.